# Santa Teresa (Brésil)
Pour les articles homonymes, voir Santa Tereza.
Santa Teresa est une municipalité de l'État de l'Espírito Santo.

## Maires
| Période | Période | Identité     | Étiquette | Qualité |
| ------- | ------- | ------------ | --------- | ------- |
| 2009    | 2012    | Gilson Amaro | PTB       |         |